# 棕色贼鸥
棕色贼鸥（ Stercorarius antarcticus ）是一种大型海鸟，詞類物種主要在亚南极和南极地区繁殖。它以魚、企鹅雏鸟和其他海鳥、小型哺乳动物、鸡蛋和腐肉为食。根據2016年的一项研究报告表示，棕色贼鸥可能具有较高的认知能力。 